# Fortras
Fortras (Forschungs- und Entwicklungsgesellschaft für Transportwesen) ist ein EDI-Standard zum Datenaustausch zwischen Speditionen.
Bis 2001 bezeichnete Fortras zudem ein unabhängiges Unternehmen, das 2001 in der System Alliance GmbH aufgegangen ist. Inzwischen wird mit Fortras nur noch der EDI-Standard bezeichnet, der auch außerhalb der System Alliance eingesetzt wird.
Bedeutende Fortras Nachrichtentypen sind BORD für Verladeinformationen (vergleichbar mit EDIFACT IFTMIN), ENTL für Entladeberichte beim Empfangsspediteur und STAT für Statusinformationen (vergleichbar mit EDIFACT IFTSTA).
Fortras-Nachrichten des Release 6 bestehen aus Zeilen à 128 Zeichen (daher auch BORD128 genannt), der Satztyp wird durch einen Buchstaben und eine Satznummer am Anfang der Zeile gekennzeichnet.
Aus dem BORD128 entstand die Weiterentwicklung des EDI-Standards zum Release 100, welches auch BORD512 genannt wird. Dieses Format hat eine variable Satzlänge bis max. 512 Zeichen.
Zu den wichtigsten Erweiterungen gehört die Übermittlung von Abmessungen und zusätzlichen Adresstypen wie z. B. dem Frachtzahler oder der abweichenden Ladestelle. Der Standard wird zentral durch den IT-Dienstleister active logistics AG gepflegt/verwaltet und ist weiterhin frei zugänglich/verwendbar.
Neben den Verladeinformationen (BORD512) gehören zum Release 100 auch Statusinformationen (STAT512) und Entladeberichte (ENTL512).